# Angela Huang

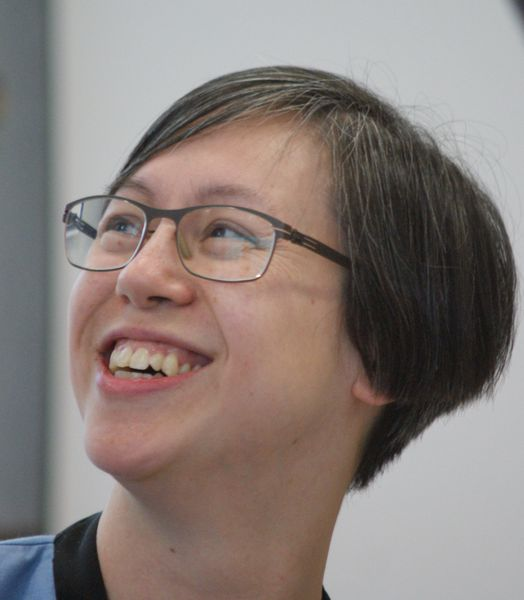
Angela Huang im Jahr 2022, aufgenommen von Werner Maleczek auf einer Reichenau-Tagung des Konstanzer Arbeitskreises für mittelalterliche Geschichte

Angela Huang (* 1983 in Bonn) ist eine deutsche Historikerin, die sich auf die Geschichte der Hanse spezialisiert hat und seit 2017 die Forschungsstelle für die Geschichte der Hanse und des Ostseeraumes in Lübeck leitet.

## Leben
Huang wurde als Tochter eines Taiwanesen und einer Deutschen in Bonn geboren. Ihr Studium der Geschichte und Philosophie von 2002 bis 2009 an der Friedrich-Alexander-Universität Erlangen-Nürnberg schloss sie mit einer Masterarbeit über Hansisches Recht im Spätmittelalter ab. 2010 wechselte Huang an die Universität Kopenhagen, wo sie 2013 mit der von Carsten Jahnke betreuten Arbeit Die Textilien des Hanseraums. Produktion und Distribution einer spätmittelalterlichen Fernhandelsware promoviert wurde. Nach ihrer Dissertation ging Huang nach London, wo sie an der London School of Economics and Political Science an einem Projekt zu Kapital- und Getreidemärkten in Mitteleuropa vom 14. bis zum 18. Jahrhundert mitwirkte. 2014 kehrte sie zurück nach Kopenhagen, um an einem Projekt zur Kommerzialisierung im mittelalterlichen Warenhandel zu arbeiten. 
Seit 2005 ist sie Mitglied im Hansischen Geschichtsverein. Seit 2017 ist sie Mitglied in der Redaktion der Hansischen Geschichtsblätter. Am 1. Juli 2017 übernahm sie in der Nachfolge von Rolf Hammel-Kiesow die Leitung der Forschungsstelle für die Geschichte der Hanse und des Ostseeraums und seit 2020 ist Huang im Vorstand des Hansischen Geschichtsvereins. Huang ist Autorin verschiedener Artikel und Veröffentlichungen zur Geschichte der Hanse. Seit 2020 ist sie Mitglied des Beirates der Gesellschaft für Schleswig-Holsteinische Geschichte. Zudem ist sie Mitglied im Arbeitskreis für Spätmittelalterliche Wirtschaftsgeschichte (seit 2013), Verband der Historiker und Historikerinnen Deutschlands (seit 2014), Mitglied der Historischen Kommission für Ost- und Westpreußische Landesforschung (seit 2016) und des Vereins für Lübeckische Geschichte und Altertumskunde (seit 2017).

## Schriften (Auswahl)
Monographie
- Die Textilien des Hanseraums. Produktion und Distribution einer spätmittelalterlichen Fernhandelsware. Böhlau, Köln u. a. 2015, ISBN 978-3-412-22495-0. (PDF beim Hansischen Geschichtsverein)

Herausgeberschaft
- mit Carsten Jahnke: Textiles and the medieval economy. Production, trade and consumption of textiles, 8th-16th centuries. In memoriam John Munro (1938–2013). Oxbow Books, Oxford 2015, ISBN 978-1-78297-647-9.
- Der städtische Rentenkauf: Daten, Ergebnisse und Perspektiven zu vormodernen Kapitalmärkten (14.–18. Jahrhundert) (= Vierteljahrschrift für Sozial- und Wirtschaftsgeschichte. Band 106, Heft 1). Franz Steiner Verlag, Stuttgart 2019.

Aufsätze
- Lübeck’s Trade in the fifteenth Century. In: Carsten Jahnke (Hrsg.): A companion to medieval Lübeck. Brill, Leiden u. a. 2019, ISBN 978-90-04-38068-4, S. 253–272.
- mit Ulla Kypta: Introduction into the Study of Markets. Europe, c. 1300–1600: Commercialisation and the Market Economy. In: Julia Bruch, Ulla Kypta, Tanja Skambraks (Hrsg.): Methods in Premodern Economic History. Case Studies from the Holy Roman Empire, c. 1300–1600. Palgrave Macmillan, Cham 2019, ISBN 978-3-030-14659-7, S. 101–104.
- Die Hansestadt Elbing im preußischen Tuchhandel um 1400. In: Quellen und Darstellungen zur Geschichte Westpreußens. 36, 2013, S. 13–40.
- mit Carsten Jahnke: Bermudadreieck Nordsee: Drei Hamburger Schiffe auf dem Weg nach London. In: Hansische Geschichtsblatter. 130, 2012, S. 59–91.